# 胡篤卿
胡篤卿（？—？），字用光，号培元，直隸寧國府太平縣人，民籍，明朝政治人物。

## 生平
萬曆七年（1579年）己卯科應天府鄉試第六十七名，萬曆十一年（1573年）癸未科進士。工部觀政，十三年授工部主事，十七年升员外郎、升郎中，十九年升汉阳府知府，二十三年調云南知府，二十四年丁憂，二十六年考察降用，二十七年降泸州知州，本年調雅州，二十九年升抚州府同知，所至有政绩。在云南时，统驭有方，黔国公荐其才可大用。莅抚奖拔士类，号称得人，如丘兆麟、蔡国用并出其门。致仕归，性谨厚，居乡卑牧。著有《徐于轩诗草》、《续自警编》。

## 家族
曾祖胡獻；祖父胡鎂；父胡濙。母李氏。